# Tilletia brachiariae
Tilletia brachiariae är en svampart som först beskrevs av Pavgi & Thirum., och fick sitt nu gällande namn av Vánky 1997. Tilletia brachiariae ingår i släktet Tilletia och familjen Tilletiaceae.   Inga underarter finns listade i Catalogue of Life.